# 施利華 (主教)
施利華主教（D. Marcelina José de Silva）是葡萄牙人，為第8任天主教澳門教區主教。
施利華主教於1789年被委為天主教澳門教區主教，1791年到澳門，在氹仔登陸。任內下令修葺各聖堂，修院，澳門主教公署及大三巴聖堂，開設孤兒院及保良局各一座。因下令禁止立妾惡習與本地葡籍權貴交惡，而不能如愿，憤然於1803年辭職，返回葡萄牙退隱，死於1830年。